# Jean de Grouchy (chevalier)
Pour les articles homonymes, voir Jean de Grouchy et Grouchy.
 (décembre 2018).
Si vous disposez d'ouvrages ou d'articles de référence ou si vous connaissez des sites web de qualité traitant du thème abordé ici, merci de compléter l'article en donnant les références utiles à sa vérifiabilité et en les liant à la section « Notes et références ».
Jehan de Grouchy, 1er du nom, sieur de Montérolier, né en 1354 et mort le 4 novembre 1435 à Harfleur, est un chevalier normand.
Réputé brave parmi les braves, surnommé « le père des Cauchois », Jean de Grouchy versa plusieurs fois son sang en combattant les Anglais en Normandie au cours de la guerre de Cent Ans. Ayant appris qu’un certain nombre de Harfleurais, tolérés depuis 1415 par les Anglais dans Harfleur, étaient prêts à appuyer toute tentative contre les ennemis, il se joignit avec Floquet et Lahire aux Cauchois pour aider la conspiration de ces cent quatre habitants de Harfleur avec lesquels il put convenir d'un coup de main. Dans la nuit du 3 au 4 novembre 1435, tandis que Rieux détournerait l’attention de l’ennemi en tenant la campagne à la tête de quatre mille chevaux, il s’approcherait de la place avec les Cauchois enrôlés sous sa bannière pour saisir le moment favorable et enlever la ville de manière audacieuse. Un incendie, allumé au faubourg de la Porte de l’Eure par les cent quatre Harfleurais fidèles au roi de France, devait être le signal de l’attaque extérieure.
Au point du jour, les sentinelles anglaises, ayant vu du haut des remparts le faubourg en flammes, donnèrent l’alerte et les troupes de la garnison sortirent avec le dessein d'éteindre l’incendie. Ce fut le moment que choisirent Grouchy et Le Carnier, un paysan à la tête des Cauchois révoltés, pour se précipiter du haut de la côte des Buquets qui domine Harfleur, s’engouffrer par l’ancienne brèche par où les Anglais avaient déjà pénétré en 1415 et s’emparer victorieusement de la ville, massacrant sans pitié tous les ennemis voulant s’opposer à leur triomphe.
Malheureusement, en montant, à l’âge de 81 ans, à l’assaut de Harfleur, Grouchy fut au nombre des quarante assaillants qui furent tués sur la brèche.
Les Anglais à nouveau maîtres des lieux confisquèrent les biens des Grouchy.